# 汚れなき悪戯 (豊川誕の曲)
「汚れなき悪戯」（けがれなきいたずら）は、1975年3月21日にCBS・ソニー（現：ソニー・ミュージックレーベルズ）から発売された豊川誕のデビューシングルである。

## 概要
1955年製作のスペイン映画『汚れなき悪戯』のリバイバル上映がレコードデビューの時期と重なっていたことに便乗し、話題性を狙って同名のシングルタイトルとなった。

## 収録曲
- 両曲、作詞:安井かずみ、作曲:筒美京平、編曲:森岡賢一郎

1. 汚れなき悪戯 [2:52]
2. なぐさめがほしい [2:40]